# Pedra de Itaúna

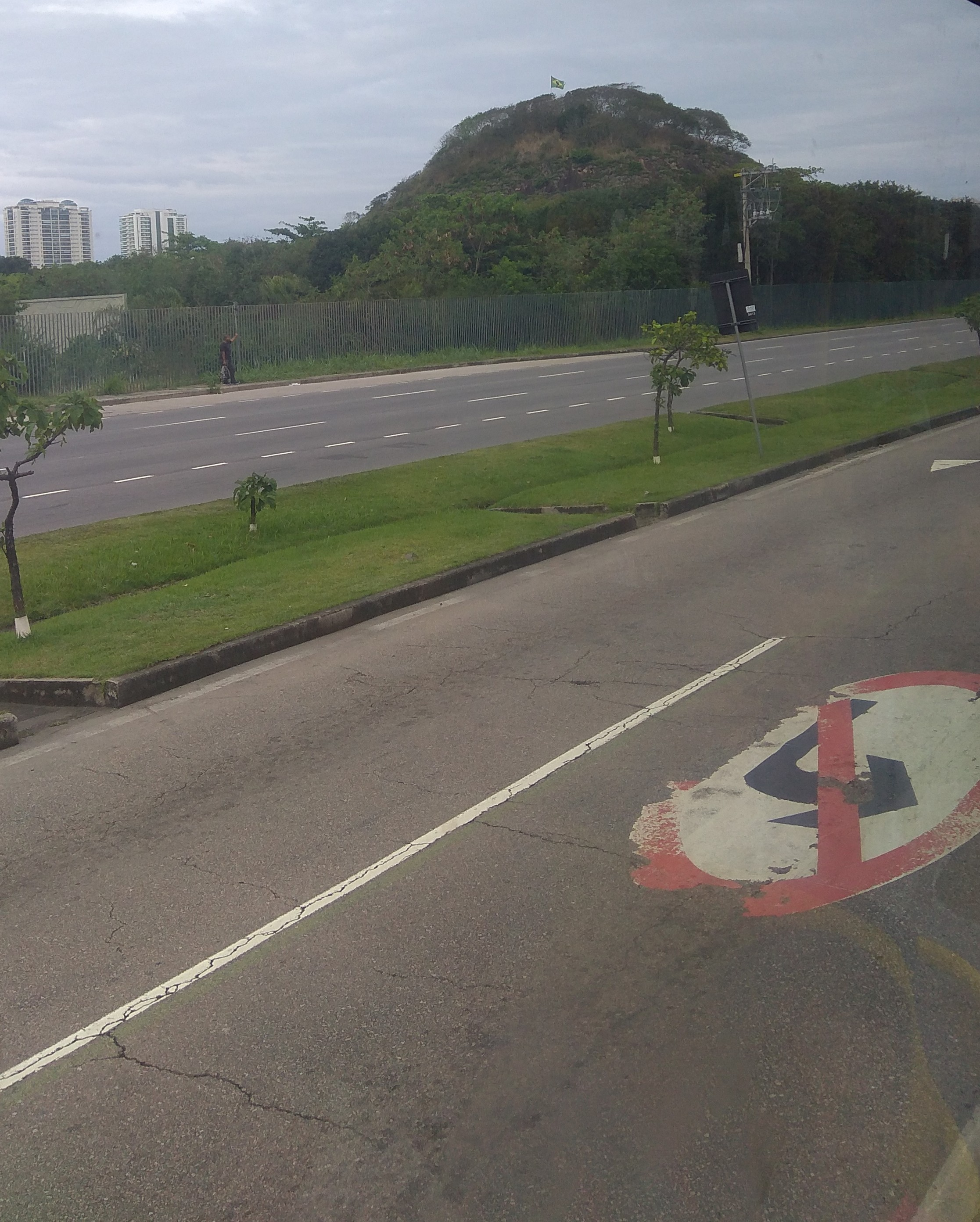
Pedra de Itaúna

Pedra de Itaúna é uma formação rochosa situada na Barra da Tijuca, na altura do quilômetro 11 da avenida das Américas, zona Oeste da cidade do Rio de Janeiro, Brasil.
No seu entorno foi construído o bairro planejado Pedra de Itaúna, que conta com edifícios, casas, comércio local e a Escola Parque.

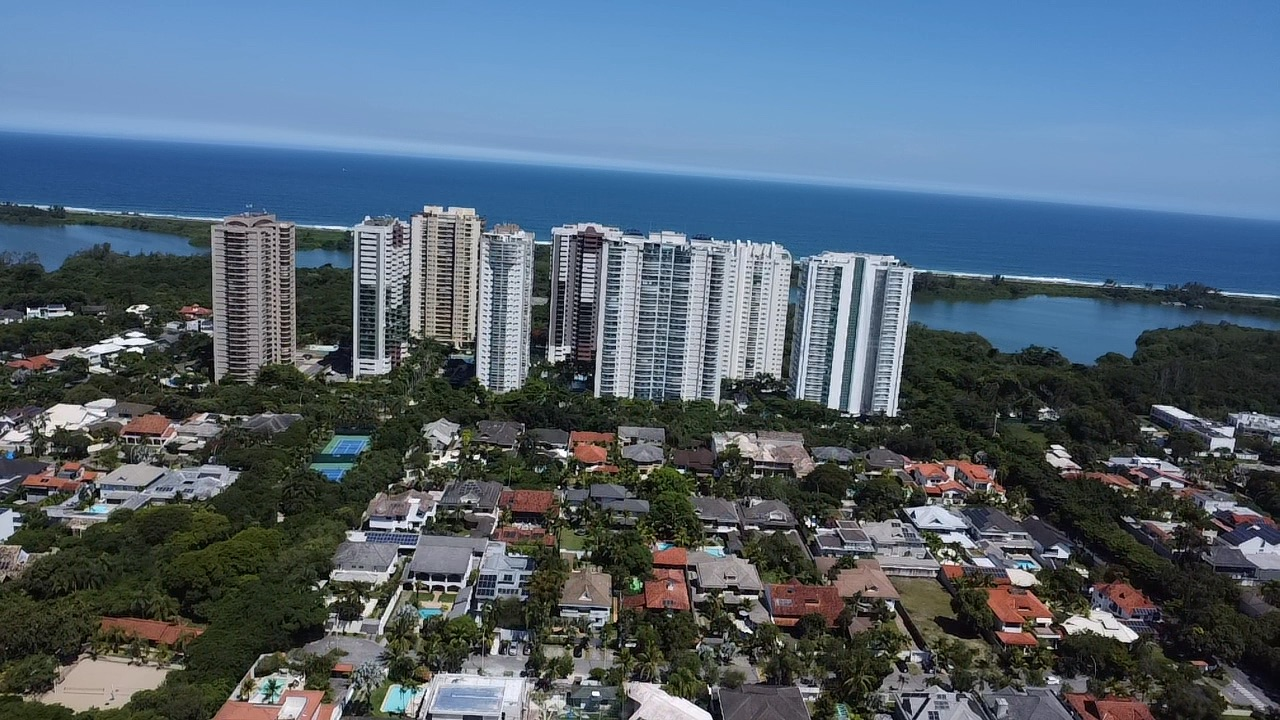
Condomínio Pedra de Itaúna